# زوة البرك (الشعر)

تعديل مصدري - تعديل

زوة البرك محلة تابعة لقرية الشر يحيين، التابعة لعزلة الا ملؤك بمديرية الشعر إحدى مديريات محافظة إب في الجمهورية اليمنية، بلغ تعداد سكانها 49 حسب تعداد اليمن لعام 2004.